# Martha Bayona
Bayona  Pineda est un nom espagnol. Le premier nom de famille, en général paternel, est Bayona ; le second, en général maternel, souvent omis, est Pineda.
Martha Bayona Pineda, née le 12 août 1995 à Bucaramanga (département de Santander), est une coureuse cycliste colombienne. Spécialisée dans les disciplines de sprint sur piste, elle est vice-championne du monde du keirin en 2017 et en 2023.

## Palmarès

### Jeux olympiques
- Rio 2016
  - 10e du keirin.

- Paris 2024
  - 7e de la vitesse individuelle.

### Championnats du monde
- Saint-Quentin-en-Yvelines 2015
  - 10e de la vitesse par équipes (avec Juliana Gaviria)[1].
- Londres 2016
  - 11e de la vitesse par équipes (avec Juliana Gaviria)[2].
  - 12e du 500 mètres[3].
  - 26e de la vitesse individuelle[4] (éliminée en qualifications[5]).
- Hong Kong 2017
  -  Médaillée d'argent du keirin.
  - 6e du 500 mètres[6].
  - 8e de la vitesse par équipes (avec Juliana Gaviria)[7] (éliminée au premier tour[8]).
  - 12e de la vitesse individuelle[9] (éliminée en huitièmes de finale[10]).
- Apeldoorn 2018
  - 11e du 500 mètres[11].
  - 13e du keirin[12] (éliminée aux repêchages du premier tour[13]).
  - 21e de la vitesse individuelle[14] (éliminée en seizièmes de finale[15]).
- Pruszków 2019
  - 19e du keirin[16] (éliminée aux repêchages du premier tour[17]).
  - 19e du 500 mètres[18].
  - 25e de la vitesse individuelle[19] (éliminée en seizièmes de finale[20]).
- Berlin 2020
  - 12e de la vitesse par équipes (avec Juliana Gaviria)[21] (éliminée en qualifications[22]).
  - 13e du keirin[23] (éliminée en quarts de finale[24]).
  - 24e de la vitesse individuelle[25] (éliminée en seizièmes de finale[26]).
- Roubaix 2021
  - 7e du 500 mètres[27].
  - 8e du keirin[28] (éliminée au deuxième tour[29]).
  - 9e de la vitesse individuelle[30] (éliminée en huitièmes de finale[31]).
- Glasgow 2023
  -  Médaillée d'argent du keirin.
- Ballerup 2024
  - 5e du 500 mètres[32].
  - 7e de la vitesse individuelle[33] (éliminée en quarts de finale[34]).
  - 9e du keirin[35] (éliminée en demi-finales[36]).

### Coupe du monde
- 2016-2017
  - 2e du keirin à Cali
  - 2e du keirin à Los Angeles
- 2018-2019
  - 3e du keirin à Milton
- 2019-2020
  - 1re du keirin à Brisbane

### Coupe des nations
- 2021
  - Classement général du 500 mètres
  - 1re du 500 mètres à Saint-Pétersbourg
  - 1re du 500 mètres à Cali
  - Classement général du keirin
  - 1re du keirin à Saint-Pétersbourg
  - 1re du keirin à Cali
  - Classement général de la vitesse
  - 1re de la vitesse à Cali
  - 1re de la vitesse par équipes à Cali (avec Juliana Gaviria et Yarli Mosquera)

- 2022
  - Classement général de la vitesse
  - 2e de la vitesse individuelle à Cali
  - 3e de la vitesse individuelle à Glasgow
  - 3e de la vitesse individuelle à Milton
  - Classement général du 500 mètres
  - 1re du 500 mètres à Cali
  - 1re du 500 mètres à Glasgow
  - Classement général du keirin
  - 1re du keirin à Cali
  - 2e du keirin à Glasgow
- 2023
  - Classement général de la vitesse
  - 2e de la vitesse individuelle à Milton
  - 3e du keirin à Milton

### Ligue des champions
- 2021
  - 2e du keirin à Londres (I)
  - 3e du keirin à Palma
  - 3e du keirin à Londres (II)
- 2022
  - 1re du keirin à Palma
  - 1re du keirin à Londres (II)
  - 2e du keirin à Berlin
  - 2e de la vitesse à Paris
  - 3e de la vitesse à Londres (II)
- 2023
  - 1er du keirin à Londres (I)
  - 2e du keirin à Palma
  - 2e du keirin à Londres (II)
  - 2e de la vitesse à Londres (II)
  - 3e de la vitesse à Palma
  - 3e de la vitesse à Paris
- 2024
  - 2e de la vitesse à Paris
  - 2e de la vitesse à Apeldoorn (II)
  - 3e du keirin à Apeldoorn (I)
  - 3e du keirin à Londres (I)
  - 3e de la vitesse à Apeldoorn (I)

### Championnats panaméricains
- Mexico 2013
  -  Médaillée d'or de la vitesse par équipes
- Santiago 2015
  -  Médaillée d'argent de la vitesse par équipes
  -  Médaillée d'argent du keirin
- Aguascalentes 2016
  -  Médaillée d'argent du 500 mètres
  -  Médaillée d'argent de la vitesse par équipes
  -  Médaillée de bronze du keirin
- Couva 2017
  -  Médaillée d'argent du 500 mètres
- Aguascalientes 2018
  -  Médaillée d'or du keirin
  -  Médaillée de bronze du 500 mètres
  -  Médaillée de bronze de la vitesse individuelle
- Cochabamba 2019
  -  Médaillée d'argent du 500 mètres
  -  Médaillée d'argent du keirin
  -  Médaillée d'argent de la vitesse individuelle
- Lima 2021
  -  Médaillée d'or du 500 mètres
  -  Médaillée d'or de la vitesse individuelle
  -  Médaillée d'or de la vitesse par équipes
  -  Médaillée d'argent du keirin
- Lima 2022
  -  Médaillée d'or du 500 mètres
  -  Médaillée de bronze de la vitesse par équipes
- San Juan 2023
  -  Médaillée d'or du 500 mètres
  -  Médaillée d'or du keirin
- Los Angeles 2024
  -  Médaillée d'or du 500 mètres
  -  Médaillée d'or du keirin
  -  Médaillée de bronze de la vitesse individuelle

### Jeux panaméricains
- Lima 2019
  -  Médaillée d'or du keirin
  -  Médaillée d'argent de la vitesse individuelle
  -  Médaillée de bronze de la vitesse par équipes
- Santiago 2023
  -  Médaillée d'or du keirin
  -  Médaillée d'or de la vitesse individuelle

### Jeux sud-américains
- Cochabamba 2018
  -  Médaillée d'or du keirin
  -  Médaillée d'or de la vitesse individuelle
  -  Médaillée d'or de la vitesse par équipes

### Jeux d'Amérique centrale et des Caraïbes
- Barranquilla 2018
  -  Médaillée d'argent de la vitesse individuelle
  -  Médaillée de bronze du 500 mètres
  -  Médaillée de bronze du keirin
- San Salvador 2023
  -  Médaillée d'or du keirin
  -  Médaillée d'argent de la vitesse individuelle
  -  Médaillée d'argent de la vitesse par équipes

### Jeux bolivariens
- Santa Marta 2017
  -  Médaillée d'or du 500 mètres.
  -  Médaillée d'or du keirin.
  -  Médaillée d'or de la vitesse.
  -  Médaillée d'or de la vitesse par équipes (avec Mariana Pajón).
- Valledupar 2022
  -  Médaillée d'or de la vitesse
  -  Médaillée d'or de la vitesse par équipes
  -  Médaillée d'or du keirin

### Championnats nationaux
- Medellín 2013
  -  Médaillée de bronze du 500 mètres[37].
  -  Médaillée de bronze de la vitesse individuelle[38].
- Medellín 2014
  -  Médaillée de bronze du 500 mètres[39].
- Cali 2015
  -  Médaillée de bronze du keirin[40].
- Medellín 2016
  -  Médaillée d'or du 500 mètres[41].
  -  Médaillée d'or du keirin[42].
  -  Médaillée d'or de la vitesse individuelle[43].
  -  Médaillée d'or de la vitesse par équipes (avec Juliana Gaviria)[44].
- Cali 2017
  -  Médaillée d'or du 500 mètres[45].
  -  Médaillée d'or du keirin[46].
  -  Médaillée d'or de la vitesse individuelle[47].
  -  Médaillée d'or de la vitesse par équipes (avec María Fernanda Paz)[48].
- Cali 2018
  -  Médaillée d'or du 500 mètres[49].
  -  Médaillée d'or du keirin[50].
  -  Médaillée d'or de la vitesse individuelle[51].
  -  Médaillée d'or de la vitesse par équipes (avec Juliana Gaviria)[52].
- Cali 2019
  -  Médaillée d'or du 500 mètres[53].
  -  Médaillée d'or du keirin[54].
  -  Médaillée d'or de la vitesse individuelle[55].
  -  Médaillée d'or de la vitesse par équipes (avec Juliana Gaviria)[56].
- Juegos Nacionales Cali 2019
  -  Médaillée d'or du 500 mètres des XXI Juegos Deportivos Nacionales[57].
  -  Médaillée d'or du keirin des XXI Juegos Deportivos Nacionales[58].
  -  Médaillée d'or de la vitesse individuelle des XXI Juegos Deportivos Nacionales[59].
  -  Médaillée d'or de la vitesse par équipes des XXI Juegos Deportivos Nacionales (avec Juliana Gaviria)[60].
- Cali 2021
  -  Médaillée d'or du 500 mètres[61].
  -  Médaillée d'or du keirin[62].
  -  Médaillée d'or de la vitesse individuelle[63].
  -  Médaillée d'or de la vitesse par équipes (avec Juliana Gaviria et Yarli Mosquera)[64].
- Cali 2022
  -  Médaillée d'or du 500 mètres[65].
  -  Médaillée d'or du keirin[66].
  -  Médaillée d'or de la vitesse individuelle[67].
  -  Médaillée d'or de la vitesse par équipes (avec Juliana Gaviria et Yarli Mosquera)[68].
- Medellín 2023
  -  Médaillée d'or du 500 mètres[69].
  -  Médaillée d'or du keirin[70].
  -  Médaillée d'or de la vitesse individuelle[71].
  -  Médaillée d'or de la vitesse par équipes (avec Juliana Gaviria et Yarli Mosquera)[72].
- Juegos Nacionales Eje Cafetero 2023
  -  Médaillée d'or du 500 mètres des XXII Juegos Deportivos Nacionales[73].
  -  Médaillée d'or du keirin des XXII Juegos Deportivos Nacionales[74].
  -  Médaillée d'or de la vitesse individuelle des XXII Juegos Deportivos Nacionales[75].
  -  Médaillée d'or de la vitesse par équipes des XXII Juegos Deportivos Nacionales (avec Juliana Gaviria et Yarli Mosquera)[76].
- Medellín 2024
  -  Médaillée d'or du 500 mètres[77].
  -  Médaillée d'or du keirin[78].
  -  Médaillée d'or de la vitesse individuelle[79].
  -  Médaillée d'or de la vitesse par équipes (avec Stefany Cuadrado, Juliana Gaviria et Yarli Mosquera)[80].

### Autres compétitions
- 2018
  - 1re du keirin à la Cottbuser Sprinter Cup
  - 1re du keirin du GP d'Allemagne
  - 3e du 500 mètres à la Cottbuser Sprinter Cup
  - 3e de la vitesse individuelle du GP d'Allemagne